# 清水嘉治
清水 嘉治（しみず よしはる、1929年8月2日- 2012年9月9日）は、日本の経済学者。専攻、世界経済論、ヨーロッパ経済論。

## 来歴
茨城県生まれ。1953年横浜市立大学商学部卒、55年一橋大学大学院社会学研究科修士課程修了、関東学院大学経済学部助手、講師、助教授、教授、74年「帝国主義論研究序説」で京都大学経済学博士。83年神奈川大学経済学部教授、2000年定年退任、名誉教授。

## 著書
- 『帝国主義論研究序説』有斐閣　1965
- 『経済政策の理論と現実』中央経済社　1967
- 『現代イギリス資本主義論』日本評論社　1971
- 『現代資本主義と資本輸出』新評論　1973
- 『現代日本の経済政策と公害』汐文社　1973
- 『日本の経済政策を考える』新評論　1975
- 『現代ヨーロッパ経済論』新評論　1977
- 『市民型経済政策の論理』新評論　1981
- 『世界経済の新構図』新評論　1983
- 『世界経済の再建 恐慌回避の経済政策』新評論　1987
- 『市民世界の経済学 世界経済と経済政策』汐文社　1989
- 『転機にたつ世界経済』新評論　1991
- 『新EC論 ヨーロッパの新構図』新評論　1993
- 『新地域主義論 神奈川・横浜のくにづくり』新評論　1994
- 『世界経済の統合と再編』新評論　1996
- 『改革の経済思想 J・A・ホブスン研究序説』白桃書房　神奈川大学経済貿易研究叢書 1998
- 『激動する世界経済 21世紀の重要課題』新評論　2000
- 『世界経済を読む 現状・歴史・理論・政策入門』新評論　2002

### 共編著
- 『経済学の歴史と理論』高野利治,久保田順共著　新評論　1965
- 『経済政策演習』鈴木徹三,鎌田武治共著　新評論　1965
- 『京浜公害地帯』猿田勝美,富山和夫共編著　新評論　1971
- 『新しい地域開発を求めて』村田喜代治共編著　産業能率短期大学出版部　1974
- 『市民社会の論理と現代』高島善哉共編著　新評論　1978
- 『経済政策論を学ぶ』松原昭共編　1979　有斐閣選書
- 『新EU論 欧州社会経済の発展と展望』石井伸一共著　新評論　2001

### 翻訳
- V.パーロ『軍国主義と産業 ミサイル時代の軍需利潤』太田譲共訳　新評論　1967

## 参考
- 池上和夫「清水嘉治先生定年退職記念号に寄せて」hdl:10487/2913